# Дідюєво (селище)
Дідю́єво (рос. Дедюево) — селище у складі Топкинського округу Кемеровської області, Росія.

## Населення
Населення — 6 осіб (2010; 8 у 2002).
Національний склад (станом на 2002 рік):
- росіяни — 100 %